# Sick City
Sick City è un brano rock scritto ed interpretato dall'artista britannico Elton John; il testo è di Bernie Taupin.

## Il brano
Composto nel 1974, fu distribuito come B-side di un classico della rockstar, Don't Let the Sun Go Down on Me; nel 1995 fu infatti inserito come traccia bonus nella versione rimasterizzata dell'album Caribou (dalle session del quale proveniva), del quale Don't Let The Sun costituiva la nona traccia. La melodia mette in evidenza i Tower of Power ai fiati (già apparsi nell'album appena citato), ma è possibile notare anche il pianoforte di Elton.
Il testo di Bernie (letteralmente Città Malata) si riferisce alla città di New York e al complicato rapporto di amore e odio instauratosi tra di essa e il duo John/Taupin, e come quest'ultimo ammetterà nel 1992, sembra intriso di cinismo. Rimane tuttavia abbastanza ermetico, così come molti testi prodotti a quell'epoca da Taupin.